# Nordhackstedt
Nordhackstedt település Németországban, Schleswig-Holstein tartományban. Lakosainak száma 491 fő (2023. december 31.).

## Népesség
A település népességének változása:
| Lakosok száma | 474  | 462  | 483  | 463  | 497  | 494  | 491  |
|               | 1975 | 2014 | 2017 | 2019 | 2021 | 2022 | 2023 |